# 北陸重機工業
北陸重機工業株式会社（ほくりくじゅうきこうぎょう）は、新潟県新潟市東区に本社・工場を置き、保守や作業用の鉄道車両（機械）の製作を主要事業とする企業である。
2018年5月に極東開発工業と資本・業務提携し、同社の完全子会社となった。

## 会社概要
- 商号：北陸重機工業株式会社
- 本社所在地：新潟県新潟市東区山木戸7-3-69
- 資本金：1,500万円
- 従業員数：58人
- 設立：1965年11月

## 沿革
- 1965年（昭和40年） - 創業[3]。
- 1970年（昭和45年） - 海外への機関車の輸出を開始[3]。
- 2005年（平成17年） - 大型機関車の製造を開始し、製鉄所構内鉄道向けの80t遠隔操縦機関車を製作[3]。
- 2008年（平成20年） - 第二工場が竣工[3]。ISO9001の認証を取得[3]。
- 2018年（平成30年） - 極東開発工業と資本・業務提携し、同社の完全子会社となる[1][2][3]。
- 2021年（令和3年） - 新社屋及び新工場が竣工[3][4][5]。

## 機関車・保守用車両等の製造販売

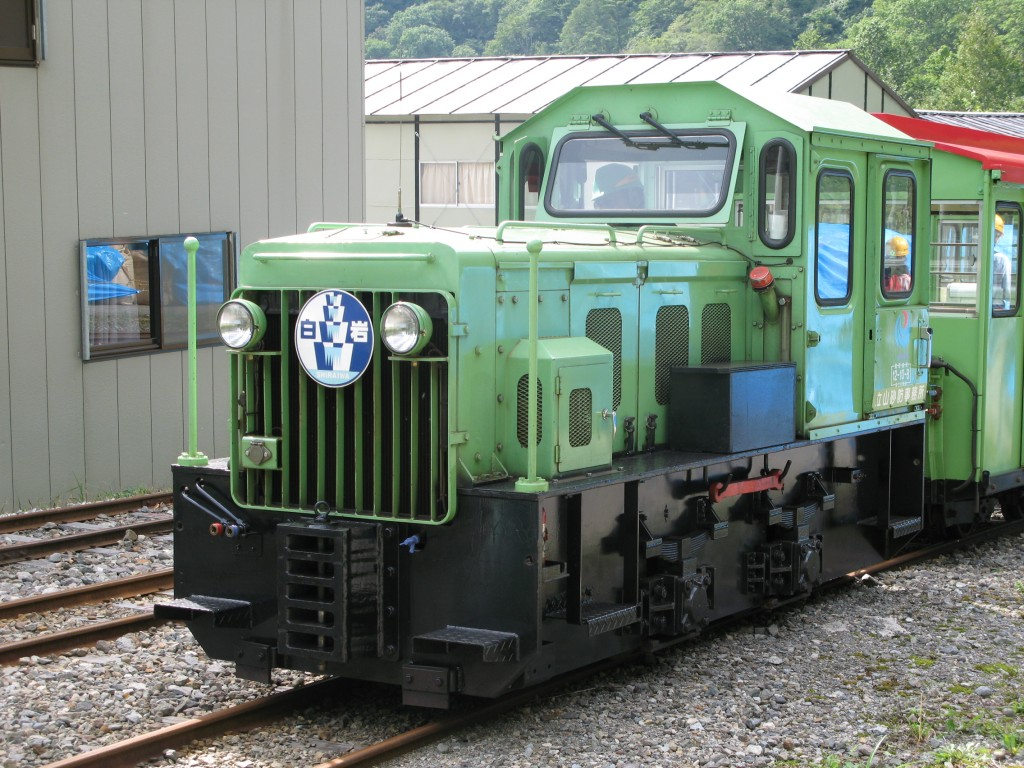
立山砂防軌道で使用されている北陸重機工業製小型ディーゼル機関車

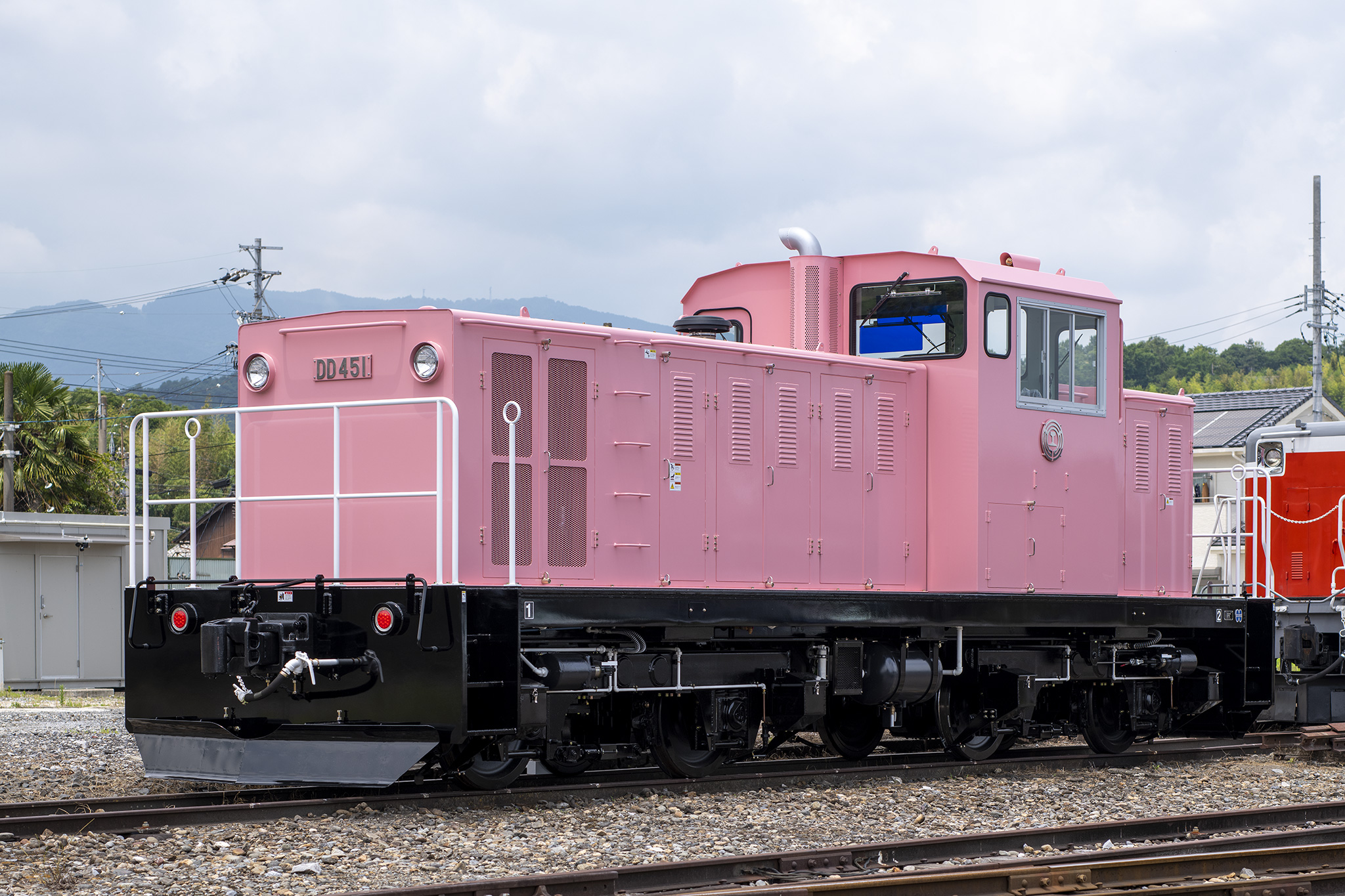
西濃鉄道DD451（北陸重機工業製45tディーゼル機関車）

加藤製作所、酒井工作所の内燃機関車事業からの撤退後、産業用・小型内燃機関車及びモーターカーで製造・納入実績を拡大してきた。1970年代後期から1990年代にかけて、森林鉄道や工事軌道などで、加藤製作所製や酒井工作所製などの機関車の老朽化に伴い、北陸重機工業製のものに置き換えられたというケースも存在する。廃止された森林鉄道、軽便鉄道などで保存運転を行う際、当時の機関車が存在しない、または既に別の保存団体の手に渡っている、歴史的価値などの問題から動態保存が難しい場合、いくつかの機関車が北陸重機工業で新造されている。遊覧鉄道用の機関車・客車でも協三工業などのメーカーとともに多くの製造実績がある。
産業用小型機関車の需要縮小と、大手鉄道車両メーカーの機関車製造からの撤退に伴い、1990年代以降、より大型の20t以上の機関車の製造にも進出し、35t - 80tクラスの中型・大型機関車も手掛けている。製鉄所の構内鉄道向けの機関車では、2016年現在、国内トップシェアを占めている。
20t級小型内燃機関車については、アント工業に供給され、同社の製品として納入されているものもある。
2000年代末頃から、鉄道車両の輸出に向けて鉄道RAMSへの対応を進めた。これにより、2010年代以降、輸出案件においても、それまでの産業用小型機関車に加えて、台湾、東南アジア諸国、アフリカ諸国等へ向けた大型機関車や保守用車両の受注を獲得するに至っている。
脱炭素化に対応する製品として、ディーゼルエンジンと電動機のハイブリッド動力車や、大容量蓄電池を使用した蓄電池機関車・構内搬送台車等の開発・製造も行っている。

## おもな製品
- ディーゼル機関車
  - 八戸臨海鉄道DD56 4ディーゼル機関車[19]
  - 小湊鐵道DB4形ディーゼル機関車 - 後述する客車とともに房総里山トロッコで使用される。
  - JR貨物DB500形ディーゼル機関車
  - 日新NDD5603機関車 - ENEOS根岸製油所で稼働するスイッチャー[20]
- トロッコ客車
  - 碓氷峠鉄道文化むらのトロッコ客車 - 信越本線の廃線跡を利用した園内遊具「シェルパくん」として使用される。
  - 南阿蘇鉄道TORA200形客車 - 「ゆうすげ号」で使用される。車籍を持ち本線上を走行できる車両はこれが最初である。
  - 小湊鐵道ハフ100形・ハテ100形・クハ100形客車 - 先述したDB4形とともに房総里山トロッコで使用される。
- 軌道モーターカー
- 架線作業車
- 電線延線車
- 保線作業車
- 道床交換機
- 鉄製トロ
- 軌陸両用車